# 吉祥寺二葉製菓専門職学校

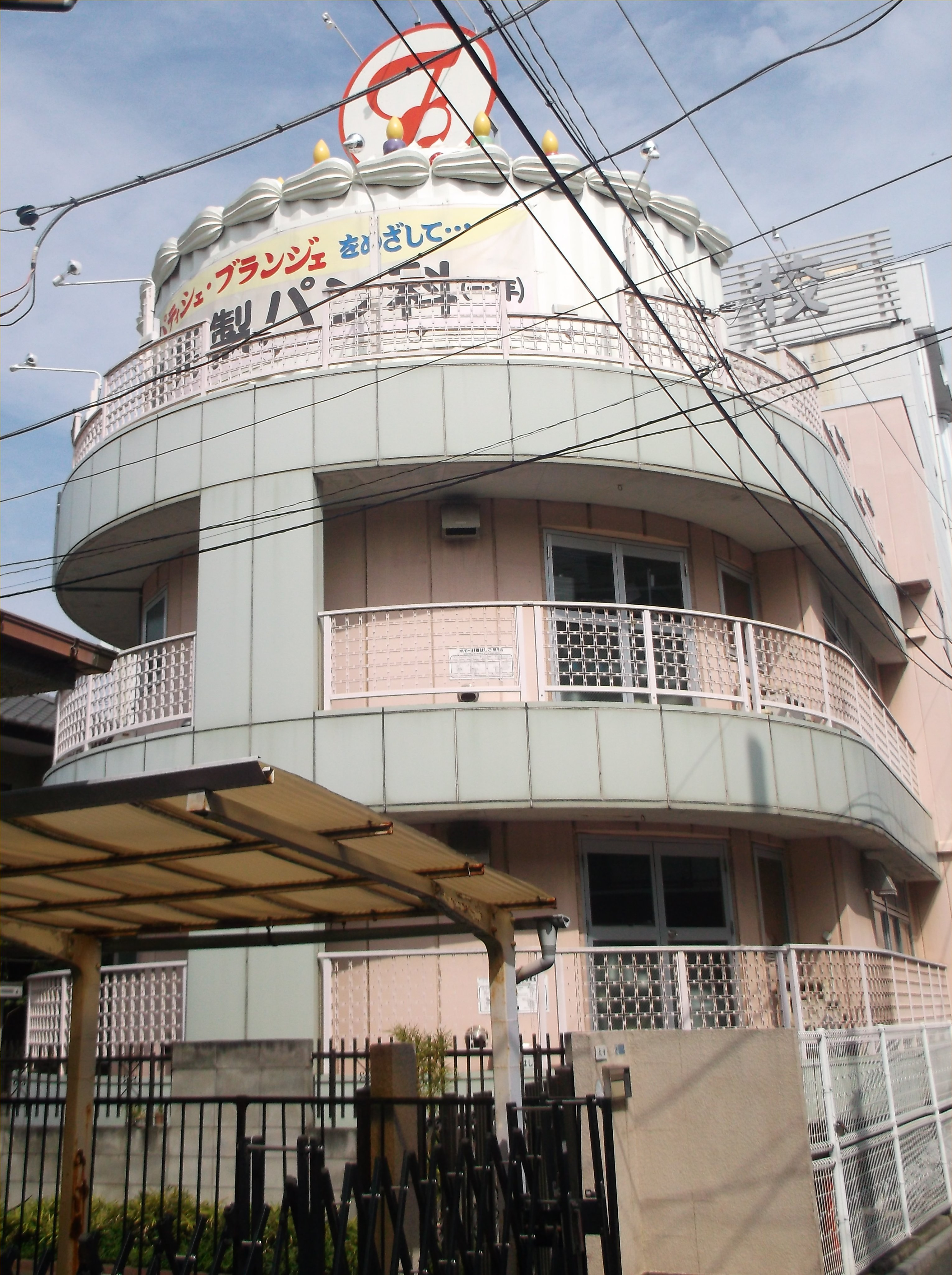
吉祥寺二葉製菓専門職学校の校舎（武蔵野市吉祥寺本町）

吉祥寺二葉製菓専門職学校（きちじょうじふたばせいかせんもんしょくがっこう）とは東京都武蔵野市吉祥寺本町にある私立の専門学校。運営は学校法人二葉総合学園、理事長は手嶋達也。略称は「二葉」。姉妹校は吉祥寺二葉栄養調理専門職学校（専門学校）。

## 設置学科
- 製菓製パン科（昼間 1年制）
- パティスリーメティエ科（昼間 2年制　製菓衛生師養成課程）
- パティスリーモデーヌ科（昼間 2年制）

## 沿革
- 1937年（昭和12年） - 武蔵野市吉祥寺に二葉服飾専門学校を設立。
- 1963年（昭和38年） - 学校法人古屋学園設立。
- 1987年（昭和62年） - 二葉製菓学校（洋菓子科）開校。
- 1988年（昭和63年） - 現在地に５階建ての二葉製菓学校校舎を新設
- 1994年（平成 6年） - オーストリア・ウィーン市のホテル学校と姉妹校に調印
- 2002年（平成14年） - 二葉製菓学校に製菓衛生師スキルアップ科を開設	厚生労働大臣指定　製菓衛生師養成施設に指定を受ける
- 2006年（平成18年） - パティスリーモデーヌ科を新設
- 2007年（平成19年） - 二葉製菓学校　Ｐ館( パネトーネ館 )完成
- 2008年（平成20年） - 製菓衛生師スキルアップ科より二年制としてパティスリーメティエ科を新設
- 2011年（平成23年） - 二葉製菓学校　本館製菓実習室を増設
- 2014年（平成26年） - 二葉製菓学校　三鷹実習室(パティスリー・フタバ)完成
- 2016年（平成28年） - 二葉製菓学校　衛生専門課程パティスリーメティエ科およびパティスリーモデーヌ科が文部科学大臣により職業実践専門課程として認定される　( ２月１９日付官報告示 )
- 2017年（平成29年） - 学校法人 古屋学園　創立８０周年
- 2022年（令和 4年） - 学校法人　二葉総合学園　吉祥寺二葉製菓専門職学校　に校名を変更。